# Arion simrothi
Arion simrothi — вид легеневих молюсків родини Arionidae.

## Розповсюдження
Цей вид зустрічається тільки в Німеччині.